# Rockport (condado de Essex)
Rockport es un lugar designado por el censo ubicado en el condado de Essex en el estado estadounidense de Massachusetts. En el Censo de 2010 tenía una población de 4.966 habitantes y una densidad poblacional de 468,68 personas por km².

## Geografía
Rockport se encuentra ubicado en las coordenadas 42°38′27″N 70°37′13″O / 42.64083, -70.62028. Según la Oficina del Censo de los Estados Unidos, Rockport tiene una superficie total de 10.6 km², de la cual 10.32 km² corresponden a tierra firme y (2.62%) 0.28 km² es agua.

## Demografía
Según el censo de 2010, había 4.966 personas residiendo en Rockport. La densidad de población era de 468,68 hab./km². De los 4.966 habitantes, Rockport estaba compuesto por el 96.98% blancos, el 0.75% eran afroamericanos, el 0.04% eran amerindios, el 0.91% eran asiáticos, el 0.08% eran isleños del Pacífico, el 0.28% eran de otras razas y el 0.97% pertenecían a dos o más razas. Del total de la población el 1.55% eran hispanos o latinos de cualquier raza.